# Erodium paularense
El geranio de El Paular, Erodium paularense, es una especie de planta fanerógama perteneciente a la familia de las geraniáceas.

## Descripción
Es un caméfito postrado de cepa gruesa y rosetas de hojas pinnatisectas. Indumento de pelos aciculados en toda la planta, inflorescencias con dos a siete pedúnculos florales y flores de 2 a 3 cm, con pétalos rosado-blanquecinos; los dos superiores más anchos y con venas más oscuras. Mericarpos de 8 a 9 mm y fovéolas redondeadas con glándulas pediceladas, pertenece a la familia de las Geraniaceae.
Planta hermafrodita, parcialmente autocompatible, polinizada por insectos generalistas (entomófila), con frutos (esquizocarpos) formados por cinco mericarpos con una semilla cada uno, baja producción de semillas por planta. Un elevado porcentaje de estas es depredado por hormigas granívoras (Messor capitatus). El pastoreo de ganado ovino y vacuno también elimina parte del potencial reproductivo.

## Distribución
Endemismo del Sistema Central. En la Comunidad de Madrid aparece en el Valle del Lozoya y en la provincia de Guadalajara se extiende entre la Sierra de Alto Rey y la Sierra de Bulejo, en España. Destaca la población de esta especie en los cerros volcánicos de La Miñosa.

### Hábitat
Aparece como especie dominante en algunos afloramientos dolomíticos en medio del paisaje silíceo de la sierra de Guadarrama, ocupando en conjunto 5.500 m², y con una densidad de unos 2,7 individuos/m². Crece principalmente en las grietas y cavidades de rocas dolomíticas. Entre las especies acompañantes se encuentran:
- Chaenorhinum origanifolium subsp. origanifolium
- Asplenium ruta-muraria L.
- Asplenium trichomantes subsp. pachyrachis
- Globularia vulgaris L.
- Helianthemum oelandicum subsp. incanum
- Seseli montanum (L.) Pall. ex Ledeb.

En la provincia de Guadalajara, ocupa alrededor de 20 ha ocupando superficies rocosas y suelos muy poco evolucionados sobre afloramientos de andesitas. Puede colonizar también repisas y suelos pedregosos menos inclinados. Las especies acompañantes son:
- Jasione montana (L.) Steud.
- Leucanthemopsis pallida (Miller) Heywood subsp. amplexicaule
- Fumana procumbens Gren. & Godr.

### Amenazas

#### Sobre la especie
- En las madrileñas, el excursionismo con la recolección de individuos adultos e inflorescencias por coleccionistas.
- Predaciones por parte del ganado ovino y vacuno en todas sus localizaciones.
- Problemas intrínsecos a la especie:
  - Bajo índice de fructificación.
  - Alto índice de semillas abortadas.
  - Baja eficacia reproductiva.
  - Baja o ausencia total de regeneración de plántulas.
- Recolección y consumo por parte de la hormiga granívora Messor capitatus, del 50-80% de los frutos.[3]
- Fragmentación de las poblaciones existentes.
- Destrucción directa de poblaciones por obras de construcción y/o mejora de infraestructuras.

#### Sobre el hábitat
- Inundación por crecida del embalse de Pinilla.
- Destrucción del hábitat por vehículos motorizados (motocross y todoterreno).
- Las poblaciones castellano-manchegas se encuentran amenazadas por la explotación de canteras de andesitas.

## Taxonomía
Erodium paularense fue descrita por (Fern.Gonz.) Izco y publicado en Candollea 44: 241 1989.
Etimología
Erodium: nombre genérico que deriva del griego erodios =  "una garza" debido al largo pico en el fruto.